# Viken (historiskt område)
För andra betydelser, se Viken.

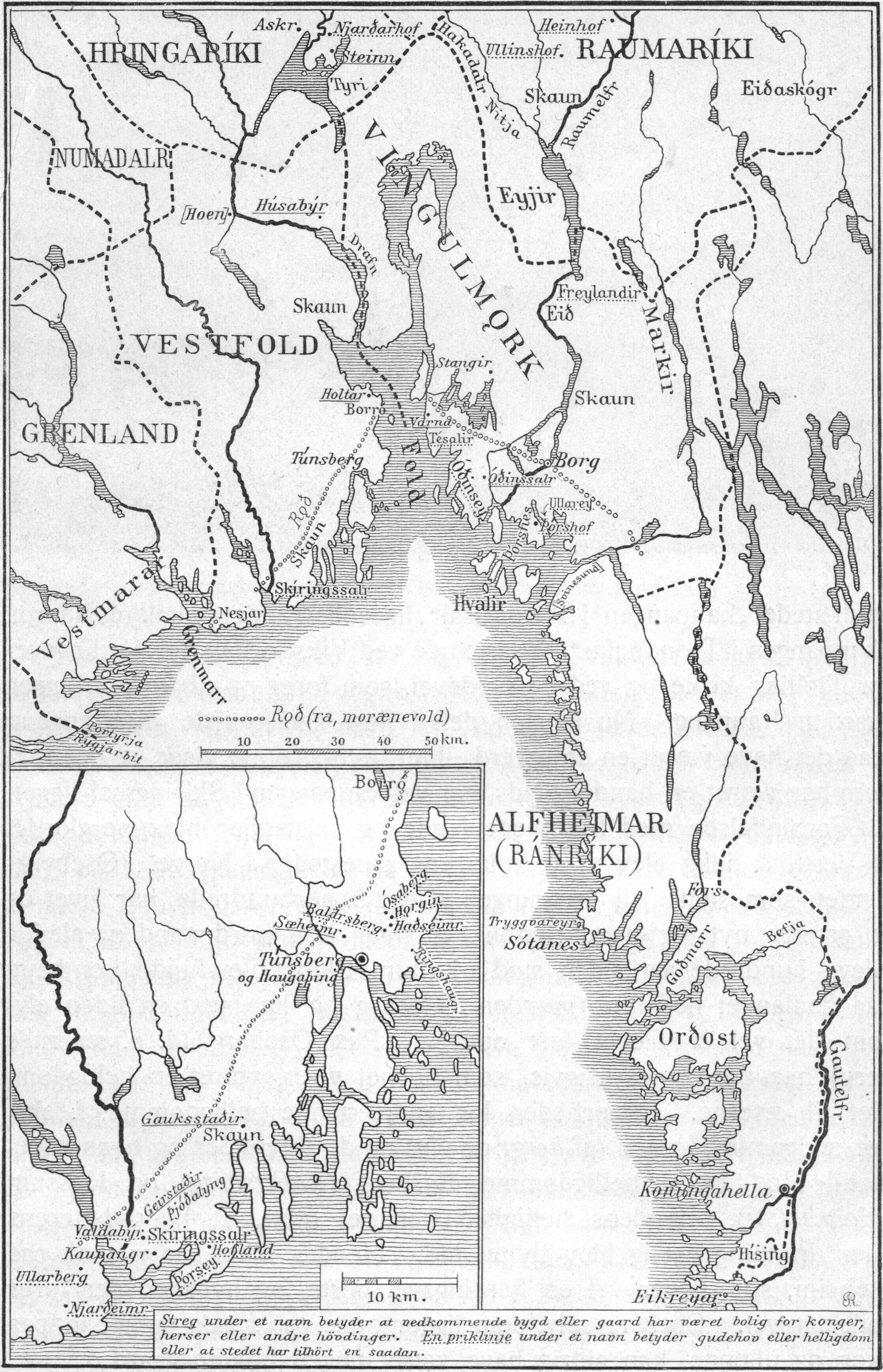
Viken.

Viken (danska och äldre bokmål även Vigen, nynorska Vika/Viki, fornvästnordiska Vík/Víkin) är ett äldre namn på Bohuslän, vilket dock under olika tider getts olika betydelse. Vissa anser det gäller i första hand för norra Bohuslän. Tidigast avsåg begreppet hela kusten kring Oslofjorden och området öster om Skagerrak, motsvarande dagens fylken Vestfold i nordväst; Akershus och Østfold samt dagens Bohuslän till Göta älv i sydöst, inklusive hela Hisingen. 
Invånarna i Viken benämndes vikvärjar (eller vikmän), enligt Västgötaskolans teori vikingar.

## Administrativ historik
Omkring år 1200 bildade det som är dagens Bohuslän lagmansdömet Viken. Området gick ända sedan Norges riksenande även under namnet Ranafylke. Vid kung Sverre Sigurdssons indelning av Norge i sysslor (norska även sysla) under slutet av 1100-talet, delades Ranafylke i Ranrikesyssel och Älvsyssel. Vid kung Håkon Magnussons indelning i uppbördsområden under början av 1300-talet sammanfördes dessa båda sysslor i Båhus fehirdsel. Från denna tid började Viken mer specifikt beteckna norra Bohuslän. Senare bildade Viken två fögderier: Nordviken eller Norrviken och Sunnerviken. Vad gäller historisk länsindelning har Viken vid olika tider lytt under antingen Borgarsyssel (norska även Borgarsysla, med säte i Sarpsborg), eller Bohus. Under vissa perioder bildade Viken eget län med säte dels i Karlsborg, dels i Olsborg.
Viken sträckte sig då från Svinesund i norr till Havstensfjorden och Bäveån, vid Uddevalla i söder. Norrviken bestod av skeppsredorna Qville, Luderlag, Bullern (eller Jordherra) och Vettehärad; efter freden i Roskilde 1658 häraderna Kville, Tanum, Bullaren och Vette. Sunnerviken bestod av skeppsredorna och, efter freden, häraderna Lane, Tunge, Sörbygden, Stångenäs (som skeppsreda Stangenäs) och Sotenäs.
Namnet Viken har i plural förekommit inom Svenska kyrkans organisation: Vikornes norra kontrakt och Vikornes södra kontrakt i Göteborgs stift, i huvudsak motsvarande Nordviken respektive Sunnerviken. Perioden 1658–1693 hörde Vikorne som ett kontrakt till Karlstads stift. Under den norska tiden utgjorde detta kontrakt prosteriet Ranrike inom Oslo bispedømme.

## Historia
Under svenske kung Karl Knutsson:s utbrytning av Sverige ur Kalmarunionen 1448–1457 besatte han från 1455 Bohuslän utom Bohus fästning. I samband med detta uppfördes Karlsborg, vid Ranrikes traditionella tingsplats strax söder om nuvarande Hamburgsund, under befäl av marsken Tord Karlsson Bonde. Redan 1456 mördades Tord Bonde av sin slottsfogde och Bohuslän återgick till unionen.
Vid svenska riksföreståndaren Sten Sture den äldres och Svante Nilsson Stures uppror 1501 mot Kalmarunionens kung Hans blev Bohuslän på nytt arena. Den svensksinnade frälsemannen Nils Ragvaldsson (död 1505), kontrollerade större delen av landskapet och innehade bland annat Åby säteri och Kastelle kloster. År 1503 fick han Dalsland i förläning av Svante Nilsson. Säte blev det nyuppförda Olsborg vid Södra Bullaresjön. Året därpå intogs dock Olsborg under ledning av Otte Rud (död 1510), hövitsman på Bohus.
I samband med tronskiftet mellan den kortvarigt sista unionskungen Kristian II och hans knappt tio år äldre farbror, danske kung Fredrik I, besattes Viken 1523 av en svensk styrka under ledning av Ture Jönsson Tre rosor och Nils Olofsson Vinge. Vid Malmö recess 1524 erkändes Viken som svenskt. Till 1526 styrdes länet från Olsborg, därefter från Karlsborg. När Kristian II 1531 försökte återta den danska tronen, föll Karlsborg för hans angrepp. Då han besegrades och fängslades året därpå, återgick Viken till Danmark-Norge.